# Lepidodexia aurea
Lepidodexia aurea är en tvåvingeart som först beskrevs av Townsend 1934.  Lepidodexia aurea ingår i släktet Lepidodexia och familjen köttflugor. Inga underarter finns listade i Catalogue of Life.